# Viaggio segreto
Viaggio segreto è un film del 2006 diretto da Roberto Andò, liberamente tratto dal romanzo Ricostruzioni di Josephine Hart.

## Trama
Lo psicoanalista Leonardo si è lasciato totalmente assorbire dal suo lavoro, probabilmente per rimuovere l'epilogo doloroso della sua infanzia. Intrattiene un rapporto simbiotico con sua sorella Ale, aspirante attrice, che appare psicologicamente fragile. Ale sta per sposare Harold, un artista che è intenzionato a regalarle, a sua insaputa, la casa in Sicilia dove la donna ha trascorso la sua infanzia prima di trasferirsi definitivamente a Roma. Leonardo apprende che la casa è stata messa in vendita grazie a una lettera ricevuta da un prete e intraprende un viaggio nei luoghi della sua infanzia, che lo obbliga, suo malgrado, a ricordare la tragica vicenda familiare svoltasi in quella casa, che ha segnato la sua vita e quella di sua sorella. Non è il viaggio a essere segreto, benché Leo non ne informi Ale, ma è Leo a essere depositario di uno straziante segreto, che condivide con suo padre e col prete, mentre Ale lo ha completamente rimosso.

## Colonna sonora
È presente il brano di Billie Holiday I'm a Fool to Want You.

## Riconoscimenti
- 2007 - Nastro d'argento
  - Miglior fotografia